# Jużnyj Urał Orsk
Jużnyj Urał Orsk (ros. Южный Урал Орск) – rosyjski klub hokeja na lodzie z siedzibą w Orsku.

## Historia
Dotychczasowe nazwy
- Komanda Orska (1958–1961)
- Trud Orsk (1961–1962)
- Jużnyj Ural Orsk (1962–)

W grudniu 2013 potwierdzono zawarcie umowy o współpracy pomiędzy Jużnyjem Urałem Orsk i klubem Kiedr Nowouralsk, istniejącym do połowy 2014. Jużnyj Urał Orsk został klubem farmerskim dla Mietałłurga Magnitogorsk.
Od kwietnia do końca września 2015 szkoleniowcem Sokoła był Andriej Martiemjanow.
Drużynami juniorskimi zostały Mietałłurg Miednogorsk (MHL-B), od 2015 Sarmaty Orenburg.
W sezonie 2018/2019 w rozgrywkach WHL-B uczestniczyła drużyna Mietałłurg Jużnyj Ural Orsk.